# Lega Nazionale A 1999-2000 (calcio femminile)
La Lega Nazionale A 1999-2000, campionato svizzero femminile di prima serie, si concluse con la vittoria del FC Berna.

## Classifica
|  | Pos. | Squadra       | Pt | G  | V  | N | P  | GF | GS | DR  |
|  | ---- | ------------- | -- | -- | -- | - | -- | -- | -- | --- |
|  | 1.   | Berna         | 54 | 18 | 18 | 0 | 0  | 78 | 11 | +67 |
|  | 2.   | Malters       | 39 | 18 | 12 | 3 | 3  | 60 | 23 | +37 |
|  | 3.   | Sursee        | 37 | 18 | 12 | 1 | 5  | 53 | 28 | +25 |
|  | 4.   | Schwerzenbach | 33 | 18 | 10 | 3 | 5  | 50 | 26 | +24 |
|  | 5.   | Seebach       | 24 | 18 | 7  | 3 | 8  | 41 | 42 | -1  |
|  | 6.   | Bad Ragaz     | 20 | 18 | 6  | 2 | 10 | 28 | 55 | -27 |
|  | 7.   | Rapid Lugano  | 20 | 18 | 6  | 2 | 10 | 30 | 67 | -37 |
|  | 8.   | Zuchwil 05    | 19 | 18 | 6  | 1 | 11 | 25 | 26 | -1  |
|  | 9.   | Root          | 10 | 18 | 2  | 4 | 12 | 15 | 55 | -40 |
|  | 10.  | Giubiasco     | 3  | 18 | 0  | 3 | 15 | 14 | 61 | -47 |

Legenda:

      Campione di Svizzera.
      Relegata in Lega Nazionale B.
Note:

Tre punti a vittoria, uno a pareggio, zero a sconfitta.